# Pokora
Pokora je čin kajanja, kojim osoba pokazuje svoju iskrenu namjeru, da više ne sagriješi. Pokora također može uključivati popravak štete nastale kao posljedica grijeha. Pojam je najčešće povezan s kršćanskim sakramentom ispovijedi (koji se također naziva i sakrament pokore), ali također može značiti i pomirenja u širem smislu.
Pokora je treći sastavni dio sakramenta ispovijedi (prvi dio je pokajanje, a drugi dio ispovijest grijeha svećeniku). Na kraju ispovijedi, svećenik kaže vjerniku, da za pokoru izmoli nekoliko molitvi npr. par Oče naša.
Nekada je pokora uključivala i puzanje na koljenima za jako teške grijehe, što je prikazano i u hrvatskom filmu "Đuka Begović", kada se glavni lik kaje za svoje grijehe. Nekada se za pokoru učini dobro djelo ili ode na hodočašće.
Glavni je cilj pokore pomirenje s Bogom i ljudima, napuštanje grešnog načina života i nastojati živjeti na moralniji, uzorniji način.

## Vanjske poveznice
- Roberto de Mattei o pokori